# Печериця дрібнолуската
Печериця дрібнолуската (Agaricus squamuliferus var. squamuliferus) — вид грибів роду печериця (Agaricus). Гриб вперше класифіковано у 1951 році.

## Будова
У молодих грибів шапка білувата, у зрілих — жовтувато–коричнева, товста, м'ясиста, поверхня дрібнолуската. Діаметр шапки до 13 см, у молодих грибів вона напівкругла, у дорослих — випукло–розпростерта, з досить широким тупим горбиком. Ніжка завдовжки до 13 см, завширшки до 2,5 см, біла, над кільцем ніби гола і до того ж рожева, нижче кільця білувата, вкрита оригінальними лусками. Якщо луски
підсихають у суху погоду, то майже непомітні. Кільце на ніжці дещо потовщується на краю.

## Поширення та середовище існування
Гриб зустрічається на ґрунті, на галявинах, у парках, у хвойних та листяних лісах.

## Практичне використання
Печериця дрібнолуската — добре відомий їстівний шапковий гриб, який грибники вживають у їжу зазвичай у свіжому вигляді.